# Govern de les Illes Balears
El Govern de les Illes Balears (anomenat oficialment Govern Balear fins al 1999) és l'entitat que exerceix el poder executiu a les Illes Balears, fou creat per la Llei Orgànica 2/1983, de 25 de febrer, modificada per la Llei Orgànica 3/1999, de 8 de gener, i abans per la Llei Orgànica 9/1994 de 24 de març. També s'ha de tenir en compte la Llei 27/1997, de 4 d'agost, per la qual se cediren tributs a la CAIB (C. A. de les Illes Balears). La iniciativa de reforma de l'Estatut d'Autonomia correspon, entre d'altres, al Govern.

## Composició
El Govern de les Illes Balears està format pel president i els seus consellers.
El president és elegit pel Parlament Balear d'entre un dels seus diputats per un període de quatre anys. No hi ha límit de mandats. És nomenat pel rei d'Espanya mitjançant Reial Decret que es publica al BOE i al BOIB. Ostenta la màxima representació institucional de la CAIB i és responsable de la seva acció de govern davant del Parlament Balear, juntament amb els consellers, davant del qual haurà de reunir comptes a les sessions de control. En cas de malaltia, defunció o qualsevol altre impediment serà substituït pel vicepresident, si aquest existeix i és diputat, el secretari del Govern (si és diputat) o bé pel conseller amb més antiguitat en el càrrec. El seu cessament també serà publicat tant al BOE com al BOIB.
Els consellers són elegits i nomenats pel president, que fins al 1999 només en podia designar un màxim de deu. El seu nomenament es fa per decret del President i es publica al BOIB. No és necessari que siguin membres del Parlament Balear. Cada conseller és responsable de l'àrea de govern que el president li assigna, però també en podrà designar sense cartera. Els consellers deixen l'exercici dels seus càrrecs quan són destituïts pel president o bé quan aquest és destituït.
D'acord amb la Llei 4/2011, de 31 de març, de la bona administració i del bon govern de les Illes Balears, el tractament oficial de caràcter protocol·lari dels membres del Govern i dels alts càrrecs és el de senyor o senyora, seguit de la denominació del càrrec, ocupació o rang corresponent.

## Llista de presidents/es
Consell General Interinsular (institució preautonòmica)
| No. | Nom                        | Inici                  | Fi                     | Partit |
| --- | -------------------------- | ---------------------- | ---------------------- | ------ |
| 1.  | Jeroni Albertí i Picornell | 24 de juliol de 1978   | 27 de setembre de 1982 | UCD    |
| 2.  | Francesc Tutzó Bennàsar    | 27 de setembre de 1982 | 10 de juny de 1983     | UCD    |

Govern de les Illes Balears (període autonòmic)
| No. | Nom                                                              | Inici                | Fi                   | Partit       |
| --- | ---------------------------------------------------------------- | -------------------- | -------------------- | ------------ |
| 1.  | Gabriel Cañellas Fons                                            | 10 de juny de 1983   | 2 d'agost de 1995    | AP/PP        |
| 2.  | Cristòfol Soler Cladera                                          | 2 d'agost de 1995    | 18 de juny de 1996   | PP           |
| 3.  | Jaume Matas Palou (Primer mandat)                                | 18 de juny de 1996   | 27 de juliol de 1999 | PP           |
| 4.  | Francesc Antich Oliver (Primer mandat)                           | 27 de juliol de 1999 | 27 de juny de 2003   | PSIB-PSOE    |
| 5.  | Jaume Matas Palou (Segon mandat)                                 | 27 de juny de 2003   | 6 de juliol de 2007  | PP           |
| 6.  | Francesc Antich Oliver (Segon mandat)                            | 6 de juliol de 2007  | 18 de juny de 2011   | PSIB-PSOE    |
| 7.  | José Ramón Bauzà Díaz                                            | 18 de juny de 2011   | 30 de juny de 2015   | PP           |
| 8.  | Francina Armengol Socías                                         | 30 de juny de 2015   | 19 de juny de 2023   | PSIB-PSOE    |
| 9.  | María Asunción Jacoba Pía de la Concha García-Mauriño (Interina) | 19 de juny de 2023   | 6 de juliol de 2023  | Unides Podem |
| 10. | Margalida Prohens Rigo                                           | 6 de juliol de 2023  | Actualitat           | PP           |

## Composició actual
L'executiu de la onzena legislatura del Govern de les Illes Balears exerceix les seves funcions des del 10 de juliol de 2023. Actualment està format pels següents consellers:
| Ordre | Departament                                     | Imatge | Conseller/a                         | Partit | Partit | Cronologia                                |
| ----- | ----------------------------------------------- | ------ | ----------------------------------- | ------ | ------ | ----------------------------------------- |
| 1     | Presidenta                                      |        | Margalida Prohens Rigo              | PP     |        | 6 de juliol de 2023 — Actualitat          |
| 2     | Vicepresidència i Economia, Hisenda i Innovació |        | Antonio Costa Costa                 | PP     |        | 10 de juliol de 2023 — Actualitat         |
| 3     | Presidència i Administracions Públiques         |        | Antònia Maria Estarellas Torrens    | PP     |        | 10 de juliol de 2023 — Actualitat         |
| 4     | Treball, Funció Pública i Diàleg Social         |        | Catalina Teresa Cabrer González     | PP     |        | 11 de juliol de 2025 — Actualitat         |
| 5     | Empresa, Autònoms i Energia                     |        | Alejandro Sáenz de San Pedro García | PP     |        | 10 de juliol de 2023— Actualitat          |
| 6     | Salut                                           |        | Manuela García Romero               | PP     |        | 10 de juliol de 2023— Actualitat          |
| 7     | Educació i Universitats                         |        | Antoni Vera Alemany                 | PP     |        | 10 de juliol de 2023— Actualitat          |
| 8     | Habitatge, Territori i Mobilitat                |        | Marta Vidal Crespo                  | PP     |        | 10 de juliol de 2023—19 de juliol de 2024 |
| 8     | Habitatge, Territori i Mobilitat                |        | José Luis Mateo Hernández           | PP     |        | 19 de juliol de 2024 — Actualitat         |
| 9     | Turisme, Cultura i Esports                      |        | Jaume Bauzá Mayol                   | PP     |        | 10 de juliol de 2023 — Actualitat         |
| 10    | Famílies i Afers Socials                        |        | Catalina Cirer Adrover              | PP     |        | 10 de juliol de 2023 — Actualitat         |
| 10    | Famílies i Afers Socials                        |        | Sandra Fernández Herranz            | PP     |        | 11 de juliol de 2025 — Actualitat         |
| 11    | Mar i del Cicle de l'Aigua                      |        | Juan Manuel Lafuente Mir            | PP     |        | 10 de juliol de 2023 — Actualitat         |
| 12    | Agricultura, Pesca i Medi Natural               |        | Joan Simonet Pons                   | PP     |        | 10 de juliol de 2023 — Actualitat         |

## Música institucional
La música institucional del Govern de les Illes Balears fou creada per Joan Valent quan es complien 25 anys de l'aprovació de l'Estatut d'autonomia de les Illes Balears. Fou usada durant la legislatura 2007-2011. Amb aquesta melodia, Joan Valent s'inspirà en les notes bàsiques de les tonades populars de les Illes Balears.

### Organitzacions
- Fundació d'Atenció i Suport a la Dependència i de Promoció de l'Autonomia Personal de les Illes Balears